# Manu Koné
Kouadio Emmanuel Boris Koné (sinh ngày 17 tháng 5 năm 2001) là một cầu thủ bóng đá chuyên nghiệp người Pháp hiện đang thi đấu cho câu lạc bộ Serie A Roma và đội tuyển bóng đá quốc gia Pháp ở vị trí tiền vệ.

## Thống kê sự nghiệp
Tính đến 21 tháng 5 năm 2023
| Câu lạc bộ               | Mùa giải            | Giải quốc gia          | Giải quốc gia | Giải quốc gia | Cúp quốc gia | Cúp quốc gia | Khác    | Khác      | Tổng cộng | Tổng cộng |
| Câu lạc bộ               | Mùa giải            | Hạng đấu               | Số trận       | Bàn thắng     | Số trận      | Bàn thắng    | Số trận | Bàn thắng | Số trận   | Bàn thắng |
| ------------------------ | ------------------- | ---------------------- | ------------- | ------------- | ------------ | ------------ | ------- | --------- | --------- | --------- |
| Toulouse B               | 2018–19             | Championnat National 3 | 13            | 0             | —            | —            | —       | —         | 13        | 0         |
| Toulouse B               | 2019–20             | Championnat National 3 | 6             | 1             | —            | —            | —       | —         | 6         | 1         |
| Toulouse B               | Tổng cộng           | Tổng cộng              | 19            | 1             | —            | —            | —       | —         | 19        | 1         |
| Toulouse                 | 2018–19             | Ligue 1                | 1             | 0             | 0            | 0            | 0       | 0         | 1         | 0         |
| Toulouse                 | 2019–20             | Ligue 1                | 13            | 0             | 1            | 0            | 2       | 1         | 16        | 1         |
| Toulouse                 | 2020–21             | Ligue 2                | 36            | 3             | 3            | 1            | 3       | 1         | 42        | 5         |
| Toulouse                 | Tổng cộng           | Tổng cộng              | 50            | 3             | 4            | 1            | 5       | 2         | 59        | 6         |
| Borussia Mönchengladbach | 2021–22             | Bundesliga             | 27            | 2             | 2            | 1            | —       | —         | 29        | 3         |
| Borussia Mönchengladbach | 2022–23             | Bundesliga             | 30            | 1             | 1            | 0            | —       | —         | 31        | 1         |
| Borussia Mönchengladbach | Tổng cộng           | Tổng cộng              | 57            | 3             | 3            | 1            | —       | —         | 60        | 4         |
| Tổng cộng sự nghiệp      | Tổng cộng sự nghiệp | Tổng cộng sự nghiệp    | 126           | 7             | 7            | 2            | 5       | 2         | 138       | 11        |

1. ↑  Ra sân tại Coupe de la Ligue
2. ↑  Koné được cho Toulouse mượn trong nửa sau mùa giải 2020–21.
3. ↑  Ra sân trong trận play-off Ligue 1